# Camino de Guadalupe de Levante

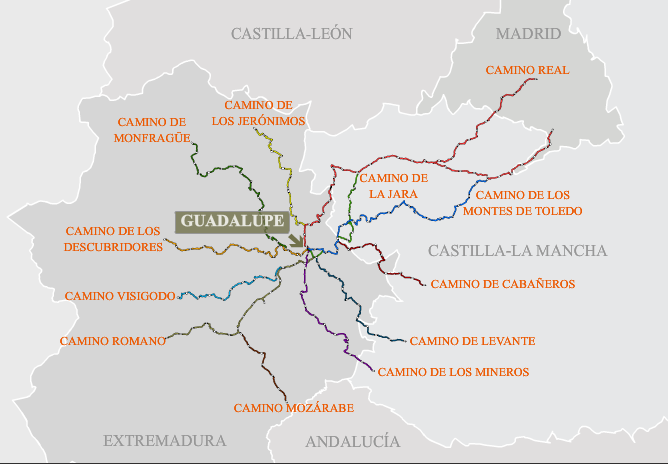
Los doce caminos históricos de Guadalupe

El camino de Guadalupe de Levante o camino de Guadalupe Manchego es uno de los caminos de Guadalupe que comunican diversos puntos de la península ibérica con la villa de Guadalupe (Cáceres), lugar tradicional de peregrinación. Tiene su origen en la ciudad de Valencia y la última población por la que pasa antes de llegar a Guadalupe es la villa de Castilblanco. Es conocido por atravesar la comarca de La Mancha, donde se desarrollan la mayor parte de las aventuras de Don Quijote, el universal personaje de Cervantes. El trazado histórico correspondiente al último tramo del camino, a veces denominado Camino del Sácer, comienza en Saceruela (Ciudad Real) y tiene una longitud de 114 km.

## Historia

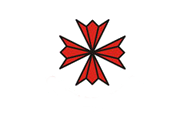
Cruz de la Orden del Sácer, creada en 1570 para dar refugio a los peregrinos

La primera peregrinación a Guadalupe conocida a través de este camino fue realizada por el rey Enrique IV de Castilla en 1463. Se sabe que partió de Saceruela aunque no hay forma de conocer a ciencia cierta si el recorrido fue exactamente el mismo que sigue la ruta actual. El rey fue acompañado por Pedro Girón. A su paso concedió a la localidad de Saceruela la independencia respecto a la vecina Piedrabuena.
Un siglo después del primer viaje conocido por esta ruta se sabe que los viajes eran todavía dificultosos por no contar el camino con posadas y hospitales donde los peregrinos pudieran refugiarse. Esto les obligaba a pernoctar al aire libre y favorecía la actuación de bandoleros. En 1570 se fundó en Saceruela la Orden del Sácer con el objetivo de poner fin a estos problemas fundando y manteniendo hospitales donde poder asistir a los peregrinos que iban a Guadalupe por esta ruta.

## Trazado de la ruta

### Ruta principal
| Localidad                  | Provincia   | A Guadalupe (km) | Altitud (m) | Conexiones               | Web |
| -------------------------- | ----------- | ---------------- | ----------- | ------------------------ | --- |
| Valencia                   | Valencia    |                  |             |                          |     |
| Alfafar                    | Valencia    |                  |             |                          |     |
| Masanasa                   | Valencia    |                  |             |                          |     |
| Catarroja                  | Valencia    |                  |             |                          |     |
| Silla                      | Valencia    |                  |             |                          |     |
| Almusafes                  | Valencia    |                  |             |                          |     |
| Benifayó                   | Valencia    |                  |             |                          |     |
| Algemesí                   | Valencia    |                  |             |                          |     |
| Alcira                     | Valencia    |                  |             |                          |     |
| Carcagente                 | Valencia    |                  |             |                          |     |
| Puebla Larga               | Valencia    |                  |             |                          |     |
| Manuel                     | Valencia    |                  |             |                          |     |
| Torre de Lloris            | Valencia    |                  |             |                          |     |
| Játiva                     | Valencia    |                  |             |                          |     |
| Novelé                     | Valencia    |                  |             |                          |     |
| Anahuir                    | Valencia    |                  |             |                          |     |
| Canals                     | Valencia    |                  |             |                          |     |
| Vallada                    | Valencia    |                  |             |                          |     |
| Mogente                    | Valencia    |                  |             |                          |     |
| Fuente la Higuera          | Valencia    |                  |             |                          |     |
| Almansa                    | Albacete    |                  |             | Camino de la Lana        |     |
| Higueruela                 | Albacete    |                  |             |                          |     |
| Hoya Gonzalo               | Albacete    |                  |             |                          |     |
| Chinchilla de Monte-Aragón | Albacete    |                  |             |                          |     |
| Albacete                   | Albacete    |                  |             | Camino del Azahar        |     |
| Barrax                     | Albacete    |                  |             |                          |     |
| Munera                     | Albacete    |                  |             |                          |     |
| Sotuélamos                 | Albacete    |                  |             |                          |     |
| Ossa de Montiel            | Albacete    |                  |             |                          |     |
| Ruidera                    | Ciudad Real |                  |             | Camino del Argar         |     |
| La Solana                  | Ciudad Real |                  |             |                          |     |
| Bolaños de Calatrava       | Ciudad Real |                  |             |                          |     |
| Almagro                    | Ciudad Real |                  |             | Camino Mozárabe Manchego |     |
| Ballesteros de Calatrava   | Ciudad Real |                  |             |                          |     |
| Villar del Pozo            | Ciudad Real |                  |             |                          |     |
| Cañada de Calatrava        | Ciudad Real |                  |             |                          |     |
| Corral de Calatrava        | Ciudad Real |                  |             |                          |     |
| Cabezarados                | Ciudad Real |                  |             |                          |     |
| Abenójar                   | Ciudad Real |                  |             |                          |     |
| Saceruela                  | Ciudad Real | 114              |             |                          |     |
| Agudo                      | Ciudad Real | 89               |             |                          |     |
| Fuenlabrada de los Montes  | Badajoz     | 65               |             |                          |     |
| Herrera del Duque          | Badajoz     | 52               |             |                          |     |
| Castilblanco               | Badajoz     | 36               |             |                          |     |
| Guadalupe                  | Cáceres     | 0                |             |                          |     |

### Variante por Ciudad Real
Aquellos que deseen pasar por Ciudad Real pueden hacer un pequeño desvío al llegar a Almagro y volver a tomar la ruta principal en Abenójar.
| Localidad                 | Provincia   | A Guadalupe (km) | Altitud (m) | Conexiones               | Web |
| ------------------------- | ----------- | ---------------- | ----------- | ------------------------ | --- |
| Almagro                   | Ciudad Real |                  |             | Camino Mozárabe Manchego |     |
| Miguelturra               | Ciudad Real |                  |             | Camino Mozárabe Manchego |     |
| Ciudad Real               | Ciudad Real |                  |             | Camino Mozárabe Manchego |     |
| Los Pozuelos de Calatrava | Ciudad Real |                  |             |                          |     |
| Abenójar                  | Ciudad Real |                  |             |                          |     |

## Conexiones
En Almagro confluye con el Camino Mozárabe Manchego, por el que llegan a Guadalupe los peregrinos provenientes de Jaén, Granada y Almería. En Ruidera recibe a los peregrinos que parten de Lorca por el Camino del Argar. A la altura de Albacete confluye con el Camino del Azahar proveniente de Murcia y Cartagena. En Almansa comunica con el Camino de la Lana que viene desde Alicante.

## Señalización
El primer tramo desde Valencia hasta Albacete está perfectamente señalizado gracias a que este recorrido es utilizado tanto para peregrinar a Guadalupe como para hacerlo a Santiago de Compostela. Por tanto solo es necesario seguir las indicaciones a Santiago. El tramo entre Albacete y Saceruela está todavía pobremente señalizado y acondicionado.
Para el último tramo entre Saceruela y Guadalupe el Proyecto Itinere 1337 ofrece en su cibersitio mapas de todo el recorrido del camino así como archivos electrónicos que pueden ser cargados en cualquier localizador GPS para seguir el trazado a través de geolocalización.

## Servicios
La Orden del Sácer, con sede en Saceruela, sigue existiendo en la actualidad con el objetivo de dar asistencia a los peregrinos que realizan esta ruta. La mayor parte de las localidades de la ruta cuentan con hostales y albergues donde los peregrinos pueden hospedarse y con establecimientos comerciales para el avituallamiento y servicios de restauración.

## Patrimonio

### Patrimonio natural
- Parque natural de la Albufera.
- Paraje natural municipal La Murta y la Casella en Alcira.
- Parque natural de las Lagunas de Ruidera, parte integrante de la reserva de la biosfera La Mancha Húmeda.
- Cueva de Montesinos.
- Lagunas del Campo de Calatrava.
- Zona de especial protección para las aves (ZEPA) y lugar de importancia comunitaria (LIC) Sierra de los Golondrinos-Puerto Peña.
- Corredor ecológico de biodiversidad del río Guadalupe.

### Patrimonio artístico y monumental
- Catedral de Valencia.
- Lonja de la Seda de Valencia, patrimonio de la humanidad.
- Ciudad de las Artes y las Ciencias de Valencia.
- Casa Vivanco en Catarroja, bien de interés cultural.
- La Villa de Alcira, bien de interés cultural.
- Monasterio de La Murta en Alcira, bien de interés cultural.
- Conjunto histórico-artístico de Játiva.
- Castillo de Almansa.
- Palacio de los Condes de Cirat en Almansa, bien de interés cultural.
- Conjunto histórico-artístico de Almagro.
- Conjunto histórico-artístico de Guadalupe.
- Real Monasterio de Santa María de Guadalupe, patrimonio de la humanidad.

### Patrimonio cultural y popular
- Fallas de Valencia.
- Festival de Teatro Clásico de Chinchilla.
- Lugares de paso de Don Quijote, entre los que se encuentran Ruidera y Ossa de Montiel. En el término de este último municipio se sitúa la cueva de Montesinos, donde Cervantes hizo que Don Quijote entrara y creyera pasar allí tres días mientras solo estuvo una hora.
- Festival de Teatro Clásico de Almagro.